# 卡斯珀·尼尔森
卡斯珀·尼尔森（丹麥語：Kasper Nielsen，1975年6月9日—），丹麦男子手球运动员。他曾代表丹麦参加2008年和2012年夏季奥林匹克运动会手球比赛，分别获得第七名和第六名。